# Renato Romizi
Renato Romizi (Perugia, 22 agosto 1915 – Perugia, 20 novembre 2014) è stato un latinista e grecista italiano, autore di un vocabolario di greco antico etimologico e ragionato, con oltre 38.000 lemmi, pubblicato da Zanichelli.

## Biografia
Laureatosi in lettere antiche presso la Regia Università degli Studi di Pisa quale allievo della Regia Scuola normale superiore di Pisa nel 1941 (tra i suoi compagni di corso figurava anche Carlo Azeglio Ciampi), fu poi per quasi quarant'anni docente presso il liceo classico "Annibale Mariotti" di Perugia.
A partire dagli anni Settanta dedicò gran parte del suo tempo alla stesura del vocabolario che oggi porta il suo nome. Nel 2006 fu iscritto all'albo d'oro della città natale per meriti culturali.
Era il nonno paterno dell'avvocato e politico Andrea Romizi, sindaco di Perugia dal 2014 al 2024.
Morì il 20 novembre 2014 all'età di 99 anni.

## Opere
- Greco Antico. Vocabolario greco italiano etimologico e ragionato, Zanichelli, 2001 (prima edizione, 1488 pp.), 2005 (2ª ed., 1488 pp.), e 2007 (3ª ed., 1520 pp.).